# Айхнер, Кристиан
Кристиан Айхнер (нем. Christian Eichner; род. 24 ноября 1982, Зинсхайм) — немецкий футболист, защитник. Тренер.

## Карьера
Начинал свою карьеру в родном городе. В 14 лет переехал в основную команду района, которому принадлежит Зульцфельд, — «Карлсруэ». В 19 лет Кристиан подписал контракт со второй командой «Карлсруэ» и провёл там четыре сезона. В 2005 году был взят в основную команду, которая тогда выступала во второй Бундеслиге. Дебют за «Карлсруэ» состоялся 7 августа 2005 года в домашнем матче первого тура против «Спортфройнде Зиген», который закончился победой хозяев со счётом 2:0. Кристиан вышел в основном составе и провёл на поле весь матч.
Сезоны 2007/08 и 2008/09 «Карлсруэ» провёл в Бундеслиге. 12 августа 2008 года Кристиан дебютировал в главной лиге страны в гостевом матче первого тура против «Нюрнберга», который «Карлсруэ» неожиданно выиграли со счётом 2:0 благодаря дублю Тамаша Хайналя. Всего за клуб Кристиан провёл 128 матчей и забил три мяча.
После того как в сезоне 2008/09 Карлсруэ вылетел из Бундеслиги, Кристиан решился покинуть команду, подписав контракт с главной сенсацией сезона — «Хоффенхаймом». Дебют за клуб состоялся для левого защитника 21 августа 2009 года в домашнем матче 3-го тура против «Шальке 04», который закончился вничью 0:0.